# Кирбижеков, Василий Ильич
Василий Ильич Кирбижеков (27 марта 1935, с. Колтарово, Хакасской автономной области) — 5 января 1982 года, Алма-Ата) — советский кинооператор-постановщик полнометражных художественных фильмов. Член Союза кинематографистов РФ (1961). Отличник кинематографии СССР (1968).

## Биография
По национальности хакас. В 1951 году окончил Хакасскую областную национальную школу в Абакане и поступил на операторский факультет Всесоюзного государственного института кинематографии. После окончания в 1957 году ВГИК (мастерские заслуженных деятелей искусств РСФСР, профессоров А. А. Левицкого и Б. И. Волчека) работал на Свердловской киностудии.
Среди полнометражных художественных фильмов оператора-постановщика В. И. Кирбижекова — «Пора таёжного подснежника» (приз за лучшую операторскую работу на Всесоюзном кинофестивале), «Ждите писем», «Игра без правил» (Почётная грамота Председателя КГБ при Совете Министров СССР и Свердловского управления КГБ, 1965) и другие. В 1965 году был участником I учредительного съезда Союза кинематографистов СССР. Особую популярность завоевал многосерийный телевизионный фильм «Угрюм-река» (1968).
В 1969 года В. И. Кирбижеков снимал на Одесской киностудии фильм «Белый взрыв» о солдатах-альпинистах Великой Отечественной войны. Во время съёмок в Приэльбрусье, вертолёт, с которого он вёл съёмки в горах, потерпел аварию. В. И. Кирбижеков серьёзно пострадал. Затем работал на Свердловской («Алло, Варшава», «Самый сильный»), и Одесской («Здравствуйте, доктор!») киностудиях, на киностудии «Беларусьфильм».
Погиб в 1982 году в Алма-Ате во время работы на студии «Казахфильм».

## Фильмы
- Пора таёжного подснежника (1958)
- Ждите писем (1960)
- Длинный день (1961)
- Шестнадцатая весна (1962)
- Дело Курта Клаузевица (1964, короткометражный)
- Игра без правил (1965)
- Погоня (1965)
- Дубравка (1967)
- Угрюм-река (1968)
- Белый взрыв (1969)
- Алло, Варшава! (1971)
- Самый сильный (1973)
- Здравствуйте, доктор! (1974)
- Путешествие миссис Шелтон (1975)